# Susan Kohner
Pour les articles homonymes, voir Kohner.
Susan Kohner est une actrice américaine, née le 11 novembre 1936 à Los Angeles, Californie.

## Biographie
Elle est née Susanna Kohner à Los Angeles, elle est la fille de Lupita Tovar, une actrice mexicaine et Paul Kohner, un producteur de film de République tchèque en Autriche-Hongrie.
En 1964, elle se marie avec John Weitz, un écrivain allemand et s'est retirée de la vie d'artiste. Elle a eu trois enfants, Chris Weitz et Paul Weitz, qui sont devenus des réalisateurs de films à Hollywood.

## Filmographie

### Cinéma
- 1955 : L'Enfer des hommes (To Hell and Back) de Jesse Hibbs : Maria

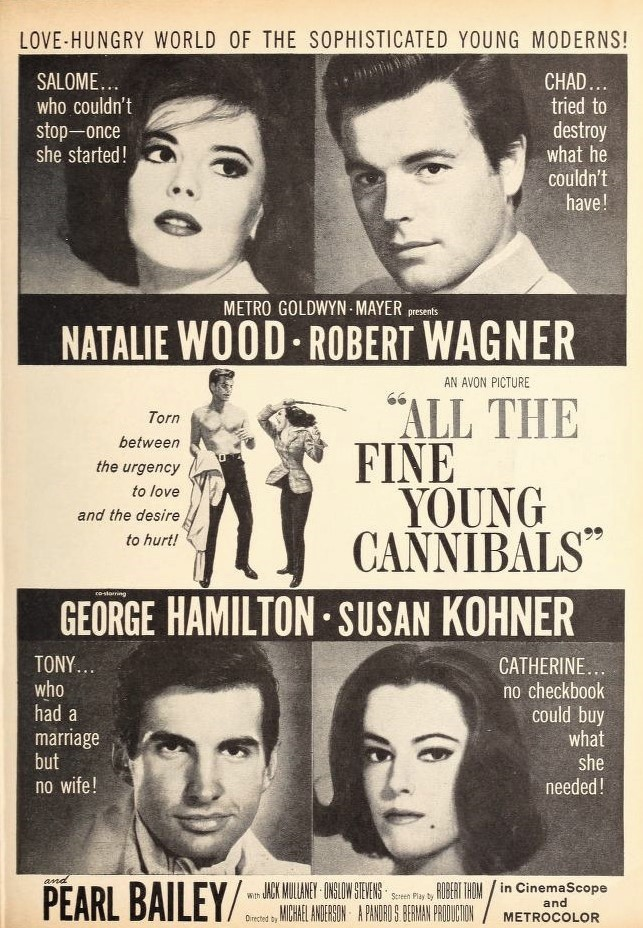
Susan Kohner à l'affiche du film Les Jeunes Loups (All the Fine Young Cannibals).

- 1956 : La Dernière Caravane (The Last Wagon) : Jolie Normand
- 1957 : Femme d'Apache (Trooper Hook) : Consuela
- 1957 : Dino : Shirley
- 1959 : Mirage de la vie (Imitation of Life) : Sarah Jane, âgée de 18 ans
- 1959 : Simon le pêcheur (The Big Fisherman) : Fara
- 1959 : The Gene Krupa Story (en) : Ethel Maguire
- 1960 : Les Jeunes Loups (All the Fine Young Cannibals) : Catherine McDowall
- 1961 : Par l'amour possédé (By Love Possessed'') : Helen Detweiler
- 1962 : Freud, passions secrètes (Freud) : Martha Freud

### Télévision
- 1956 : The Alcoa Hour (en) (Série TV) : Joanna
- 1956 : Four Star Playhouse (Série TV) : Anita
- 1957 : La Grande Caravane (Wagon Train) (Série TV) : Mokai
- 1957 : Suspicion (Série TV) : Gina
- 1957 : Alfred Hitchcock présente (Alfred Hitchcock présents) (Série TV) : Therese
- 1960 : Playhouse 90 (Série TV) : Rachel Heller
- 1961 : Hong Kong (Série TV) : Elena
- 1961 et 1963 : Route 66 (Série TV) : Katy Webster / Midge Pierrepont
- 1962 : Échec et mat (Checkmate) (Série TV) : Vicki Angelo
- 1963 : Temple Houston (Série TV) : Ellena Romolo
- 1963 : The Nurses (Série TV) : Terry Collins
- 1963 : Going My Way (Série TV) : Elaine Brady
- 1964 : Channing (Série TV) : Rena Covic
- 1964 : Rawhide (Série TV) : Abbie Bartlett

## Distinction
- 1960 : Golden Globe de la meilleure actrice dans un second rôle pour Mirage de la vie